# المتعنترون

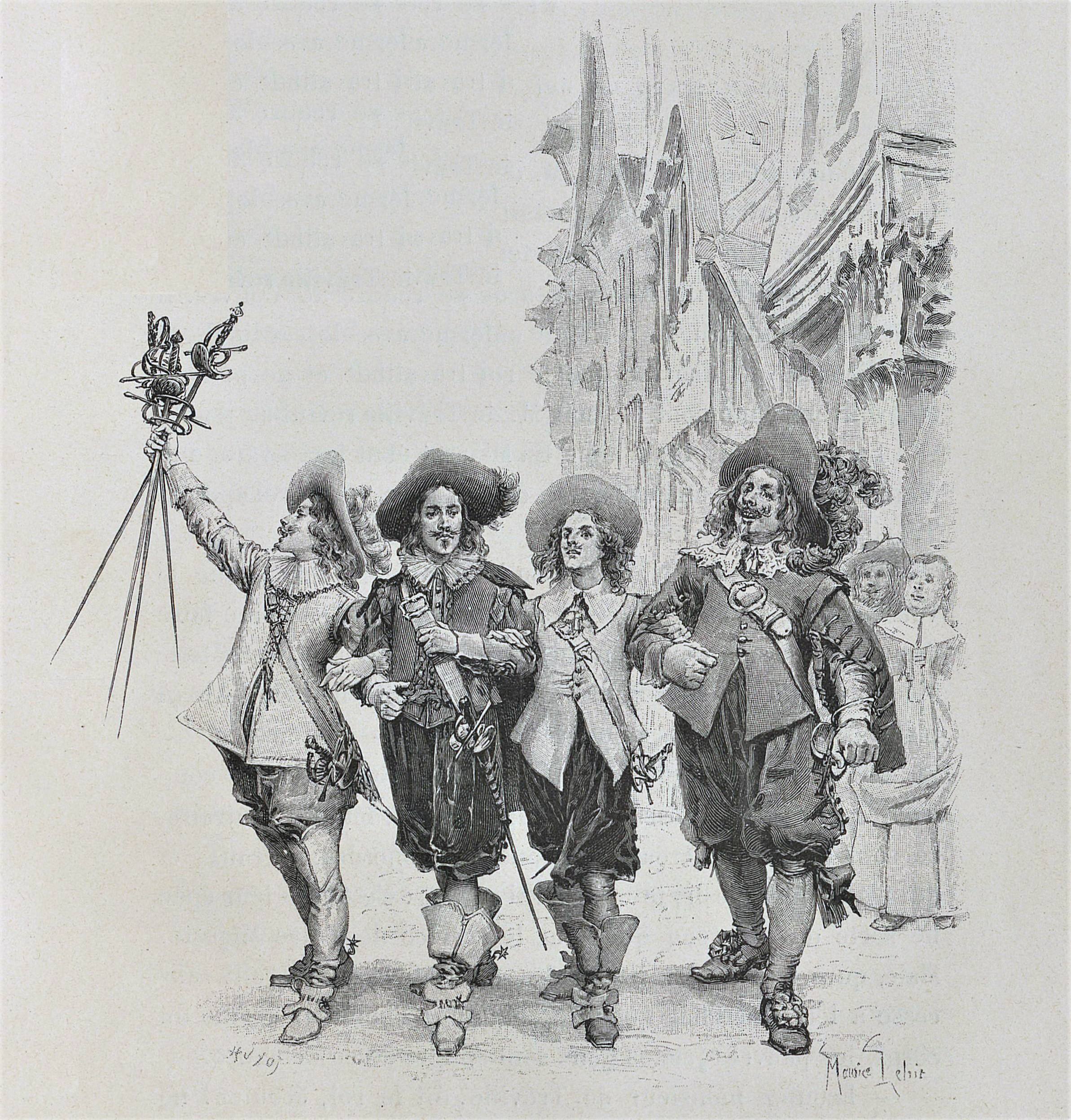
المتعنترون في الأدب الفرنسي:الفرسان الثلاثة

المُتعنترون (بالإنجليزية: Swashbuckler)‏ هم الأبطال النبلاء في أدب المغامرة الأوروبي، والمتعنتر هو الفارس المثالي المتمرد الذي يتميز بالشجاعة والشهامة والمهارة في استخدام السيف  والعنترة في الأدب العربي منسوبة إلى الفارس عنترة بن شداد العبسي  رمز البسالة والنبل.

## النموذج
المتعنتر هو بطل الرواية الشجاع الباسل، الفارس الذي ينقذ النساء والاطفال من الشدائد، ويدافع عن المضطهدين وينقذ كل من يحتاجه بشكل عام، محارباً الظلم والطغيان. والمتعنترون ليسوا قطاع طرق أو قراصنة، بل هم من يقفون ضد الطغاة وينصفون المستضعفين، ودائماً هم الخصم لكل شرير، وسيوفهم مسلولة في مواجهة الظلم والاستبداد والأنانية.
و في التاريخ العربي قائمة طويلة للمتعنترين الذين جمعوا بين الشجاعة والفروسية والشرف والنبل والدهاء، وكان هدفهم تحقيق العدالة، منهم على سبيل المثال: عروة بن الورد والشنفرى وعنترة بن شداد، ويقابلهم في الروايات الأوروبية الفرسان الثلاثة وروبن هود وزورو والكونت دي مونت كريستو.

وتتجلى صورة التصدي للظلم في أبيات عنترة بن شداد:
و من صور الإيثار في ابيات عروة بن الورد:
ومن الأبيات التي تصور النبل، بيت الشنفرى في لامية العرب:

## الخلفية التاريخية
العنترة عرفها العرب قديماً للمختالين المتمردين المتترسين بالسيوف والسهام، الساعين لتحقيق العدالة، وكان اسمها الفروسية وكانوا يلقبون بالفرسان، وعامة الناس كانوا يعتبرونهم أبطال (البطولة في لسان العرب: بطَّلَ يبطِّل الباطل، مُبطَّل للمتعدِّي)  وهم مجموعة متمردين خارجين عن القانون، ينفذون العدالة بدون الرجوع إلى القضاء أو الحاكم، فهم ليسوا جنوداً تابعين لملك ولا أمير، ولديهم مصفوفة قيم لا يتنازلون عنها.
كان أبرزهم معاوية الغنوي  الذي ظهر في اواسط العصر العدناني (منتصف القرن الخامس للميلاد) ثم انتشرت هذه الظاهرة بشكل جلي في (القرن السادس للميلاد) مع الشنفرى وعروة بن الورد والأطيلس الأعسر وثابت الفهمي وابن عامر وبلال العدواني وعبد الله بن جدعان، وبظهور عنترة بن شداد أصبحت الفروسية منسوبة إلى اسمه.
وقد وصف الأمراء بعض الفرسان بالصعاليك، للتقليل من شأنهم، مع أن الصعلكة ليست بالضرورة فروسية، فليس كل فارس يطلق عليه لقب صعلوك، فالصعاليك عدة فئات، يجمعهم الاستقلالية عن رأي القبيلة، والتمرد على الملك، ويختلفون في الأهداف والمآرِب، وطريقة الوصول إليها. وظل ظهور المتعنترين متواصل حتى بعد البعثة في العصر القرشي، ثم انحسر قليلاً (خلال فتوحات الخلفاء الراشدين) ثم بزرت ظاهرة العنترة في العصر الأموي مع توبة بن الحمير وشظاظ الضبي  وأفلح الغافقي وأبي حردبة وغويث، فكانوا يسلبون الأغنياء لأجل إطعام الفقراء، ويقتصون من الطغاة.
أما الأوربيون فلم يعرفوا العنترة إلا في القرن السادس عشر للميلاد، مع ظهور الروايات في فرنسا وإنجلترا وإيطاليا في عصر النهضة مروراً بعصر العقل والحروب النابليونية، والتي تمتد أيضا إلى الحقبة الاستعمارية مع حكايات روبن هود وحكايات القراصنة في شرق افريقيا والبحر الكاريبي.

## العنترة في الروايات
روايات العنترة تعتبر امتداداً للرواية التاريخية ولاسيما روايات والتر سكوت (حكايات القرون الوسطى في الفروسية والحب والمغامرة) وهذا النوع من الروايات التاريخية تم تطويره بعد ذلك على يد ألكسندر دوما ومنها رواية الفرسان الثلاثة التي تسرد مغامرات شابّ اسمه دارتانيان. يترك البيت في أمل ان يصبح فارسا، مع ثلاثة فرسان وأصدقاء متلازمون يعيشون حسب عقيدة ومبدأ ان: «الواحد للكلّ، والكلّ للواحد».
تبدأ القصة في عام 1625 م مع حادث في قرية فرنسية «مونغ» وكان الذعر والخوف يعم المكان نتيجة لصراع الدامي المستمر بين حكام فرنسا ونبلائها. بعد اغتيال والده، صعد على عرش فرنسا الملك لويس الثالث عشر، الذي كان في صراع مع الكاردينال «ريشيليو» مستشار الملك، الذي كان يخطط سرا للاستيلاء على الحكم. عن طريق تلويث سمعة الملكة «آن»، وفي غمرة هذه الاحداث والفوضى ظهر«دارتانيان» وهوشاب شجاع في الثامنة عشرة من عمره.
و من أبرز روايات المتعنترون رواية السهم الأسود لـ روبرت لويس ستيفنسون عام 1888  التي قال عنها الأديب البريطاني جون غلزورثي: (إنها صورة حية لزمن العصور الوسطى التي تأخذنا إلى أماكن أبعد في الخيال) وهي رواية مغامرة تاريخية ورومانسية.
و ستيفنسون هو من أدرج القراصنة ضمن المتعنترون، مع أن أغلبهم أشرار وبعيدون عن النبل وتطبيق العدالة، وكان ذلك من خلال شخصية جون سلفر المتناقضة بين النبل والكفاح والمكر والدهاء والخبث والشر، والتي اُقتُبست منها شخصيات بعض القراصنة في الافلام السينمائية، مثل جاك سبارو  واستلهمت ظاهرة القرصان المتعنتر في الأنمي الياباني، في مسلسل جزيرة الكنز  ومسلسل ون بيس.

## العنترة في السينما والتلفزيون

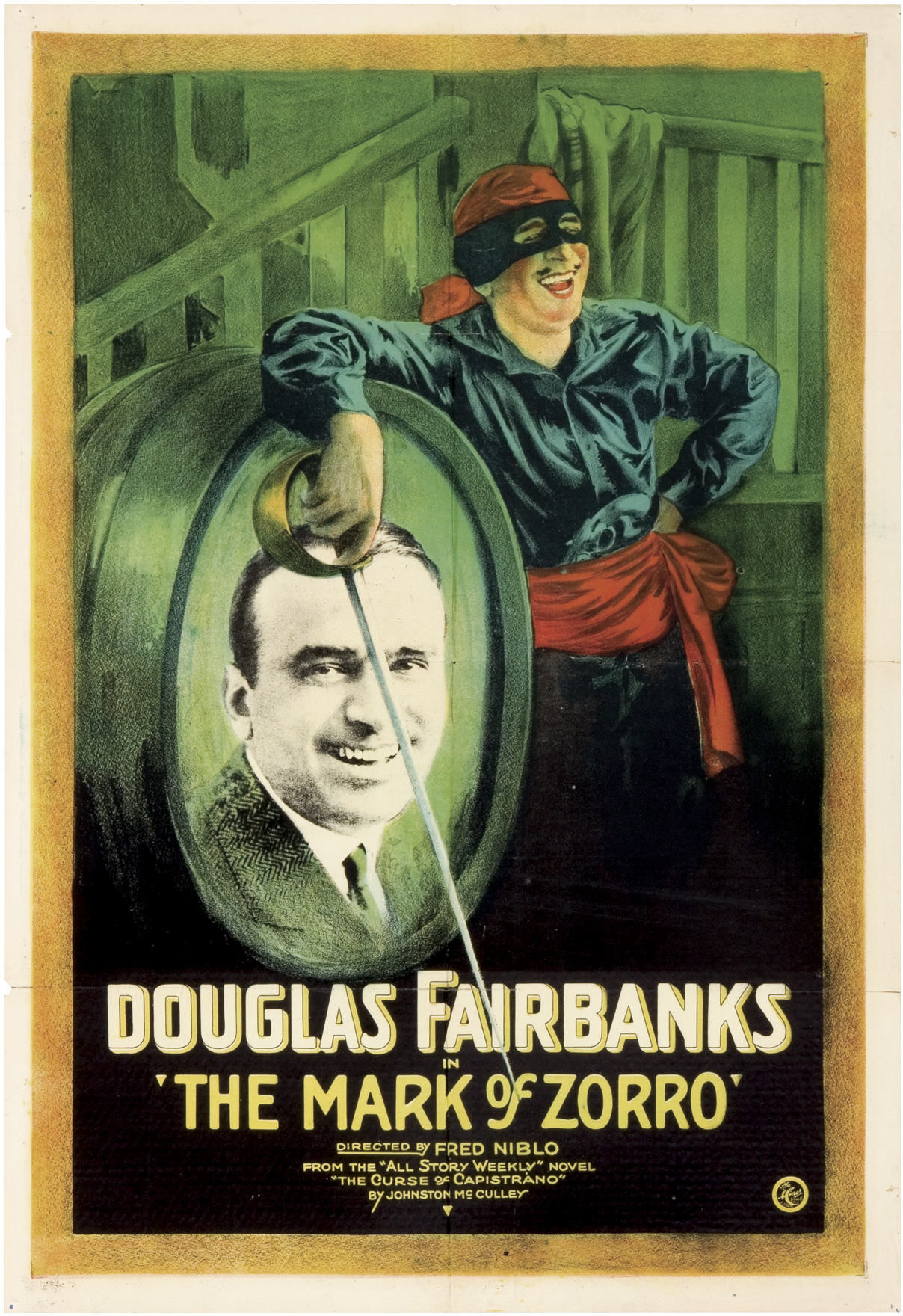
فيلم زورو 1921

أدى الدور المهم والواسع الذي يلعبه فن استعمال السيف في المجتمع المدني وكذلك الحروب في عصر النهضة وعصر التنوير إلى أن تُجرى المبارزة على خشبة المسرح كجزء من المسرحيات، وكان الممثلون يتعلمون المبارزة بطريقة درامية، حيث أصبحت المبارزة جزء أساسي من التكوين الكلاسيكي للممثلين، ونتيجة لذلك عندما انتشرت دور السينما، أخذ الممثلون الطموحون فرصتهم لكي يقدموا مهاراتهم على الشاشة.
وبما أن الأفلام الصامتة ليست مناسبة للحوارات الطويلة، فإنه قد تم تبسيط الحكايات الكلاسيكية عن الأبطال الذين يدافعون عن شرفهم بالسيوف المسلولة، وكانت لتلك الأحداث الأولوية في قصة الفيلم. ومن هنا كان ميلاد المتعنتر كبطل سينمائي. وكان وقتها يوجد أربعة من المدربين المشهورين في المبارزة لتدريب أبطال الأفلام، وهم ويليام هوبس وأنتوني دي لونجي وبوب أندرسون وبيتر دايموند.
ومع السينما الناطقة ظهرت سلسلة أفلام فرنسية وأمريكية وبريطانية عن مغامرات روبن هود ومغامرات زورو والفرسان الثلاثة، وكان أبرز الافلام في خمسينات القرن العشرين الفيلم الياباني الساموراي السبعة 1954.

## أفلام العنترة
| - مغامرات روبن هود - قناع زورو - أسطورة زورو (فيلم) | - الساموراي السبعة - السبعة الرائعون |